# Hebert Vázquez
Hebert Vázquez (Montevideo, 14 de octubre de 1963) es un compositor mexicano de origen uruguayo.

## Biografía
Estudió composición en el Conservatorio Nacional de Música (México) (licenciatura: 1981-1989), así como en la Universidad de Carnegie-Mellon, en E.U. (maestría: 1989-1991) y en la Universidad de la Columbia Británica, en Canadá (doctorado: 1995-1999). Entre sus maestros destacan Mario Lavista, Marco Antonio Anguiano, Leonardo Balada y Lukas Foss.
Su obras son interpretadas en Europa, Asia y América, en foros como el "Suntory Foundation for Art´s Summer Festival" (Japón), el "Festival Présences" (Francia), el "Festival Internacional Cervantino", el "Foro Internacional de Música Nueva", el "Gran Festival Ciudad de México", el ciclo "De Natura Sonoris", el "Encuentro Internacional La Computadora y la Música", el "Festival Internacional de Guitarra de la Habana", el "Festival Internazionale di Chitarra" (Italia), y el "Festival de Viña del Mar" (Chile), entre otros. 
El compositor ha obtenido las siguientes distinciones y becas: miembro honorífico de la Academia de Artes (México, 2020); presea Vasco de Quiroga, otorgada por la Universidad Michoacana de San Nicolás de Higaldo (2018); nominación en la categoría de Mejor obra/Composición clásica contemporánea, en los 18th Annual Latin GRAMMY Awards (2017); beca de la John Simon Guggenheim Memorial Foundation (Estados Unidos, 2008); miembro del Sistema Nacional de Creadores de Arte (México, 1999-2005, 2007-2010, 2011-2014, 2015-18 y 2020-23); U.B.C. Graduate Fellowship, otorgada por la University of British Columbia (Canadá, 1995 a 1997); beca para Creadores con Trayectoria del Fondo Estatal para la Cultura y las Artes (Estado de México, 1994); beca para Jóvenes Creadores del CONACULTA (México, 1990 y 1994); segundo lugar en el concurso internacional de composición para guitarra Jaurès Lamarque-Pons (Uruguay, 1998); segundo y primer lugar del concurso nacional de composición para orquesta Felipe Villanueva (México, 1988 y 1989, respectivamente); Premio Nacional de la Juventud y mención de excelencia "Maestro Jesús Reyes Heroles" (México, 1987); y beca de composición "Istvan Lang" (México, 1987).
Hebert Vázquez participa regularmente en la impartición de diplomados, cursos, ponencias y conferencias en diversas instituciones académicas, entre las que destacan la University of New Mexico, el Conservatorio Nacional de Música, La Escuela Nacional de Música, la Escuela Superior de Música, el CENIDIM, el Conservatorio de las Rosas y la Universidad Michoacana. Asimismo, lleva a cabo una intensa labor como articulista en la revista Pauta y fue miembro del comité editorial de Perspectiva interdisciplinaria de música, en donde también ha publicado sus trabajos.
Las obras de Vázquez han sido grabadas por el cuarteto Arditti, el Ensemble Nomad de Japón, El dúo Damiana de E.U., los grupos Ónix y Ensamble 3, los guitarristas Norio Sato, Pablo Garibay, Gonzalo Salazar y Juan Carlos laguna, el Cuarteto de Guitarras Manuel M. Ponce, entre otros intérpretes. Sus obras figuran principalmente en los catálogos de las disqueras Naxos, Mode, Urtext y Quindecim Records.  
En el año 2006 se publica su libro Fundamentos teóricos de la música atonal (UNAM-FONCA), y en el 2009 Cuaderno de viaje: un posible itinerario analítico en torno a Simurg y Ficciones de Mario Lavista (CMMAS-FONCA).
Actualmente Hebert Vázquez es profesor de tiempo completo en la Universidad Michoacana de San Nicolás de Hidalgo.
- Datos: Q5893297